# Kanja
Kánja ali míšar (znanstveno ime Buteo buteo) je ujeda iz družine kraguljev.

## Opis
Kanja je najpogostejša ujeda v Srednji Evropi, zelo spremenljivih barvnih odtenkov. Po zgornji strani je temno rjave, po spodnji strani pa grahastih (rjavo-belih) odtenkov. Rep je po navadi gosto progast. V letu je vselej videti kompaktna, peruti so široke, rep razmeroma kratek, širok in zaokrožen, pogosto bolj ali manj razpet. Leti počasi in pogosto jadra na vzgorniku; ko lovi, pa se zelo hitro, pogosto navpično zažene proti plenu. Pri jadranju drsi z vodoravno iztegnjenimi perutmi, rahlo dvignjenimi nad horizontalo, in glavo potegnjeno med ramena. Zraste od 51 do 56 cm in ima razpon peruti med 117 in 137 cm. Oglaša se z značilnim predirnim zvokom, ki je podoben mačjemu mijavkanju.

## Razširjenost
Kanja je razširjena od Kapverdskih otokov, Azorskih in Kanarskih otokov prek vse Evrope in Azije do Japonske, Himalaje in zahodne Kitajske. Živi v listnatih, mešanih in iglastih gozdovih, lovi pa na odprtem in se hrani predvsem z manjšimi glodavci, pa tudi s pticami, kuščarji, žabami in raznimi žuželkami.
Gnezdi aprila in maja v gnezdih v krošnjah dreves, kjer ima eno leglo na leto.